# Vic (Alier)
Vicq és un municipi francès, situat al departament de l'Alier i a la regió d'Alvèrnia-Roine-Alps. L'any 2007 tenia 321 habitants.

## Demografia

### Població
El 2007 la població de fet de Vicq era de 321 persones. Hi havia 115 famílies de les quals 33 eren unipersonals (21 homes vivint sols i 12 dones vivint soles), 41 parelles sense fills, 33 parelles amb fills i 8 famílies monoparentals amb fills.
La població ha evolucionat segons el següent gràfic:
Habitants censats

### Habitatges
El 2007 hi havia 226 habitatges, 135 eren l'habitatge principal de la família, 72 eren segones residències i 19 estaven desocupats. 222 eren cases i 2 eren apartaments. Dels 135 habitatges principals, 114 estaven ocupats pels seus propietaris, 15 estaven llogats i ocupats pels llogaters i 5 estaven cedits a títol gratuït; 9 tenien dues cambres, 26 en tenien tres, 40 en tenien quatre i 60 en tenien cinc o més. 78 habitatges disposaven pel capbaix d'una plaça de pàrquing. A 66 habitatges hi havia un automòbil i a 53 n'hi havia dos o més.

### Piràmide de població
La piràmide de població per edats i sexe el 2009 era:
| Homes | Edats   | Dones |
| ----- | ------- | ----- |
| 0     | 95 o +  | 0     |
| 4     | 90 a 94 | 4     |
| 4     | 85 a 89 | 16    |
| 0     | 80 a 84 | 4     |
| 4     | 75 a 79 | 16    |
| 16    | 70 a 74 | 8     |
| 12    | 65 a 69 | 0     |
| 4     | 60 a 64 | 20    |
| 12    | 55 a 59 | 8     |
| 8     | 50 a 54 | 8     |
| 4     | 45 a 49 | 4     |
| 8     | 40 a 44 | 8     |
| 4     | 35 a 39 | 8     |
| 8     | 30 a 34 | 4     |
| 8     | 25 a 29 | 8     |
| 0     | 20 a 24 | 0     |
| 0     | 15 a 19 | 8     |
| 4     | 10 a 14 | 12    |
| 4     | 5 a 9   | 8     |
| 4     | 0 a 4   | 4     |

## Economia
El 2007 la població en edat de treballar era de 204 persones, 137 eren actives i 67 eren inactives. De les 137 persones actives 127 estaven ocupades (70 homes i 57 dones) i 10 estaven aturades (5 homes i 5 dones). De les 67 persones inactives 20 estaven jubilades, 19 estaven estudiant i 28 estaven classificades com a «altres inactius».

### Ingressos
El 2009 a Vicq hi havia 141 unitats fiscals que integraven 336,5 persones, la mediana anual d'ingressos fiscals per persona era de 14.647 €.

### Activitats econòmiques
Dels 15 establiments que hi havia el 2007, 5 eren d'empreses de construcció, 3 d'empreses de comerç i reparació d'automòbils, 2 d'empreses d'hostatgeria i restauració, 1 d'una empresa d'informació i comunicació, 1 d'una empresa financera, 2 d'empreses immobiliàries i 1 d'una entitat de l'administració pública.
Dels 5 establiments de servei als particulars que hi havia el 2009, 1 era un paleta, 3 electricistes i 1 restaurant.
L'any 2000 a Vicq hi havia 32 explotacions agrícoles que ocupaven un total de 1.558 hectàrees.

## Poblacions més properes
El següent diagrama mostra les poblacions més properes.